# ماتا-اوتو
ماتا-اوتو (به فرانسوی: Mata-Utu) یک زیستگاه انسانی در فرانسه است که در Hahake District واقع شده‌است.

## خصوصیات
ماتا-اوتو ۱٬۱۹۱ نفر جمعیت دارد.